# Elfrida, esposa de Edgar
Elfrida ( c. 945  - 1000 ou 1001, também Alfrida, Elfrida ou Elfthryth ) foi uma rainha inglesa, a segunda ou terceira esposa do rei Edgar de Inglaterra . Elfrida ficou conhecida por ter sido coroada e ungida como rainha do Reino da Inglaterra . Mãe do rei Etelredo, ela era uma poderosa figura política. Ela estave possivelmente ligada ao assassinato de seu enteado, o rei Eduardo, o Mártir, e apareceu como uma rainha má e madrasta do mal em muitas histórias medievais.

## Infância
Elfrida era filha do ealdormano Ordgar. A mãe era membro da família real de Wessex . O poder da família estava no oeste de Wessex. Ordgar foi enterrado em Exeter e o seu filho Ordulfo fundou ou refundou a Abadia de Tavistock .
Elfrida foi casada pela primeira vez com Etelvaldo, filho de Etelstano Half-King, como registrado por Brtferdo de Ramsey em sua Vida de São Osvaldo de Worcester . Relatos posteriores, como o preservado por Guilherme de Malmesbury, acrescentam detalhes vívidos de confiabilidade desconhecida.
A beleza da filha de Ordgar, Elfrida foi relatada ao rei Edgar. Edgar, procurando uma rainha, enviou Etevaldo para ver Elfrida, ordenando que ele "oferecesse casamento [com Edgar] se sua beleza fosse realmente igual ao relato". Quando ela se mostrou tão bonita quanto foi dito, Etelvaldo se casou com ela e relatou a Edgar que ela era bastante inadequada. Edgar acabou sendo informado e decidiu retribuir a traição de Etelvaldo da mesma maneira. Ele disse que visitaria a pobre mulher, o que assustou Etelvaldo. Ele pediu a Elfrida para se tornar o menos atraente possível para a visita do rei, mas ela fez o contrário. Edgar, bastante apaixonado por ela, matou Etelvaldo durante uma caçada.

## Rainha de Edgar
Edgar teve dois filhos antes de se casar com Elfrida, ambos de legitimidade incerta. Eduardo era provavelmente filho de Etelflida, e Edite, mais tarde conhecida como Santa Edite de Wilton, era filha de Vulfrida. Razões políticas incentivaram o casamento entre Edgar, cuja base de poder estava centrada na Mércia, e Elfrida, cuja família era poderosa em Wessex.
Edgar casou-se com Elfrida em 964 ou 965. Em 966, Elfrida deu à luz um filho chamado Edmundo. Na carta do rei Edgar (S 745), que regista privilégios a New Minster, Winchester naquele mesmo ano, o bebé Edmundo é chamado de "clito legitimus" e aparece após Eduardo na lista de testemunhas. Edmund morreu jovem, por volta de 970, mas em 968 Elfrida deu à luz um segundo filho chamado Etelredo .
O rei Edgar organizou uma segunda coroação a 11 de maio de 973 em Bath, talvez para reforçar sua pretensão de governar toda a Grã-Bretanha . Aqui Elfrida também foi coroada e ungida, tendo lhe sido concedido um status mais alto do que qualquer rainha recente. O único modelo de coroação de uma rainha era o de Judite da Flanders, mas isso fora fora de Inglaterra. No novo rito, a ênfase estava no seu papel de protetora da religião e dos conventos do reino. Ela se interessou muito pelo bem-estar de várias abadias e, como superintendente da Barking Abbey, depôs e mais tarde restabeleceu a abadessa.
Elfrida desempenhou um papel importante como forespeca, ou advogada, em pelo menos sete casos legais. Como tal, ela formou uma parte essencial do sistema jurídico anglo-saxão como mediadora entre o indivíduo e a coroa, que cada vez mais via seu papel nos tribunais como um símbolo de sua autoridade como protetora de seus súditos. As ações de Elfrida como forespeca foram amplamente para o benefício de litigantes femininas, e seu papel como mediadora mostra as possibilidades das mulheres terem poder legal e político na antiga Inglaterra anglo-saxônica.

## Rainha viúva

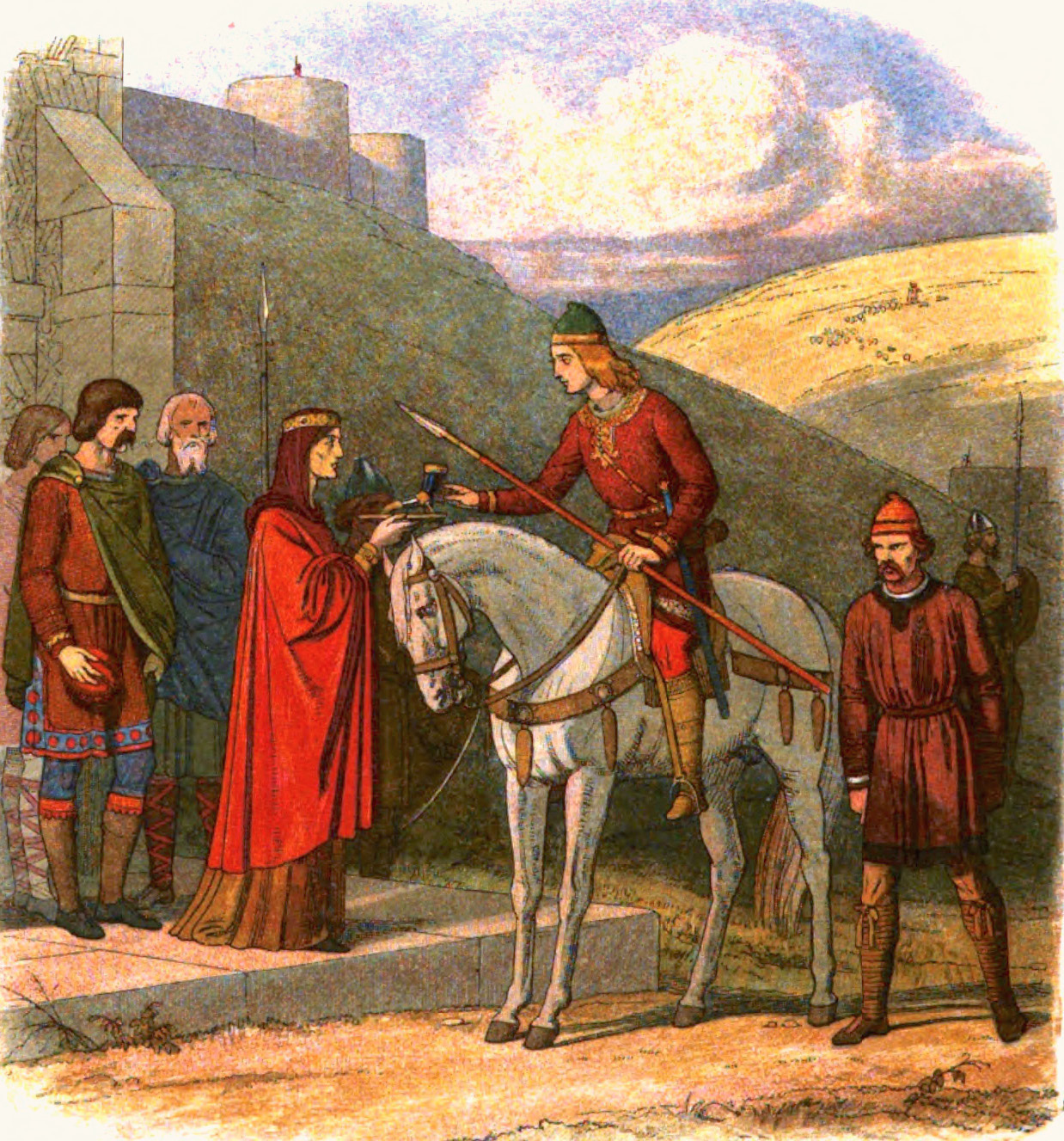
Eduardo, o Mártir, oferece uma chávena de hidromel a Elfrida, esposa de Edgar, sem saber que seu assistente está prestes a matá-lo

Edgar morreu em 975 deixando dois filhos pequenos, Eduardo e Etelredo. Eduardo era quase um adulto, e a sua reivindicação bem-sucedida pelo trono foi apoiada por várias figuras-chave, incluindo os arcebispos Dunstano e Osvaldo e o irmão do primeiro marido de Elfrida, Etelvino, ealdormano da Ânglia Oriental. Apoiando a reivindicação mal sucedida de Etelredo estavam a sua mãe, a rainha viúva, o bispo Etelvoldo de Winchester, e Elfero, ealdormano de Mércia.
A 18 de março de 978, enquanto visitava Elfrida no castelo de Corfe, o rei Eduardo foi morto por servos da rainha, deixando o caminho vago para Etelredo ser instalado como rei. Eduardo logo foi considerado um mártir, e mais tarde relatos medievais culparam Elfrida pelo seu assassinato. À medida que o rei se transformava numa figura de culto, um corpo de literatura cresceu em torno de seu assassinato, primeiro implicando e depois acusando a sua madrasta, a rainha Elfrida, de ser responsável. A crónica monástica do século XII, o Liber Eliensis, chegou a acusá-la de bruxa, alegando que ela havia assassinado não apenas o rei, mas também o abade Brihtnoth de Ely.
Devido à juventude de Etelredo, Elfrida serviu como regente até o filho ter idade em 984. Nessa altura, os seus aliados anteriores Etelvoldo e Elfero haviam morrido e Elredo rebelou-se contra os seus antigos conselheiros, preferindo um grupo de nobres mais jovens. Ela desaparece da lista de testemunhas fretadas de 983 a 993, quando reaparece numa posição mais baixa. Ela permaneceu uma figura importante, sendo responsável pelos cuidados aos filhos de Etelredo de sua primeira esposa, Elgiva . O filho mais velho de Etelredo, Etelstano Etelingo, orou pela alma da avó "que me criou" no seu testamento em 1014.
Embora a sua reputação tenha sido prejudicada pelo assassinato de seu enteado, Elfrida era uma mulher religiosa, tendo um interesse especial na reforma monástica quando rainha. Por volta de 986, ela fundou a Wherwell Abbey, em Hampshire, como convento beneditino, e no final da vida se aposentou lá.  Ela morreu em Wherwell a 17 de novembro de 999, 1000 ou 1001.